# Le Cosmoschtroumpf (album)
Le Cosmoschtroumpf est le sixième album de la série de bande dessinée Les Schtroumpfs de Peyo publié en 1970 aux éditions Dupuis. Il s'agit d'une réédition dans la série principale d'un album publicitaire paru en 1967 auquel a été ajouté une autre histoire : Le Schtroumpfeur de pluie.

## Synopsis

### Le Cosmoschtroumpf
Un Schtroumpf rêve de partir dans les étoiles et va se construire une fusée.

### Le Schtroumpfeur de pluie
Le Schtroumpf Bricoleur met au point une machine qui peut contrôler la météo, ce qui facilite la vie chez les Schtroumpfs. Cependant, le Schtroumpf Paysan et le Schtroumpf Poète entrent en conflit l'un avec l'autre pour obtenir le temps qu'ils veulent de la machine (l'un, la pluie, l'autre, le soleil) et provoquent un désastre.

## Analyse
Paru en 1970, soit un an après l'alunissage d'Apollo 11, cet album rappelle les rumeurs sur le programme Apollo. Cela est toutefois involontaire vu que l'histoire est antérieure, ayant été publiée une première fois en 1967.

## Adaptation

### Série animée
- Dans la série Les Schtroumpfs, Le Cosmoschtroumpf est le 1er épisode de la série et Le Schtroumpfeur de pluie le 27e.

## Référence
- Hugues Dayez, Peyo l'enchanteur, Belgique, Niffle, octobre 2018, 201 p. (ISBN 978-2-87393-071-4)

1. 1 2  Peyo l'enchanteur, p. 126-127
2. ↑  Mathieu Depit, « Rétro – Le Cosmoschtroumpf – T6 de Les Schtroumpfs », sur Les amis de Spirou, 27 mars 2023 (consulté le 29 mars 2023)